# جیمز نولان
جیمز نولان (انگلیسی: James Nolan؛ زادهٔ ۲ اکتبر ۲۰۰۵) بازیکن فوتبال است که به صورت قرضی از باشگاه فوتبال منچستر یونایتد برای باشگاه فوتبال اینورنس کالدنیون تیسل بازی می‌کند. 